# Euler-Lagrange-ligning
En Euler-Lagrange-ligning er en partiel differentialligning, for hvilken det gælder, at løsningen er en mængde af funktioner, som opfylder at den første afledte for en given funktional (se funktional-afledte) er lig nul. Euler-Lagrange-ligningen optræder bl.a. inden for analytisk mekanik som betingelsen for stationering af virkningsfunktionalen for et givent mekanisk system.

## Ligningen
Givet et funktional på formen
{\displaystyle J[q_{1},...,q_{n}]=\int _{a}^{b}L(x,q_{1}(x),...,q_{n}(x),q'_{1}(x),...,q_{n}'(x))dx}
da er den første funktional-afledte mht.{\displaystyle q_{i}} ved {\displaystyle x} givet ved:
{\displaystyle {\delta J \over \delta q_{i}(x)}={\partial L \over \partial q_{i}}-{\operatorname {d}  \over \operatorname {d} x}{\partial L \over \partial q'_{i}}}
{\displaystyle J} er stationær, når den funktional-afledte er lig nul, hvorved Euler-Lagrange-ligningerne fås:
{\displaystyle {\partial L \over \partial q_{i}}-{\operatorname {d}  \over \operatorname {d} x}{\partial L \over \partial q'_{i}}=0\quad \forall i}
Hvis {\displaystyle L} ikke eksplicit afhænger af {\displaystyle x}, reduceres ligningen til Beltrami-identiteten:
{\displaystyle L-q'_{i}{\partial L \over \partial q'_{i}}=C_{i}\quad \forall i}
hvor {\displaystyle C_{i}} er konstant.

## Udledning
Et funktional på formen
{\displaystyle J=\int _{a}^{b}L(x,q,q')dx}
skal stationeres:
{\displaystyle \delta J=\delta \int _{a}^{b}L(x,q,q')dx=0}
Variationen i {\displaystyle J} kan skrives ved variationerne i {\displaystyle q} og {\displaystyle q'}:

| {\displaystyle \int _{a}^{b}\left[{\partial L \over \partial q}\delta q+{\partial L \over \partial q'}\delta q'\right]dx=0} | \| \| \| \| \| \| \| \| | (1) |
| |                         |     |
| |                         |     |
hvor
{\displaystyle \delta q'\equiv {\frac {d}{dt}}\left(\delta q\right)}
Det kræves desuden, at variationen i hver ende er nul:

| {\displaystyle \delta q(a)=\delta q(b)=0} | \| \| \| \| \| \| \| \| | (2) |
|                                           |                         |     |
|                                           |                         |     |
Pga. produktreglen gælder:
{\displaystyle {\frac {d}{dt}}\left({\partial L \over \partial q'}\delta q\right)={\frac {d}{dt}}\left({\partial L \over \partial q'}\right)\delta q+{\partial L \over \partial q'}{\frac {d}{dt}}\left(\delta q\right)}
Og dermed:
{\displaystyle {\partial L \over \partial q'}{\frac {d}{dt}}\left(\delta q\right)=-{\frac {d}{dt}}\left({\partial L \over \partial q'}\right)\delta q+{\frac {d}{dt}}\left({\partial L \over \partial q'}\delta q\right)}
Dette indsættes i lign. 1, og integralet splittes op:
{\displaystyle {\begin{aligned}\int _{a}^{b}\left[{\partial L \over \partial q}\delta q-{\frac {d}{dt}}\left({\partial L \over \partial q'}\right)\delta q+{\frac {d}{dt}}\left({\partial L \over \partial q'}\delta q\right)\right]dx&=0\\\int _{a}^{b}\left[{\partial L \over \partial q}\delta q-{\frac {d}{dt}}\left({\partial L \over \partial q'}\right)\delta q\right]dx+\int _{a}^{b}{\frac {d}{dt}}\left({\partial L \over \partial q'}\delta q\right)dx&=0\\\int _{a}^{b}\left[{\partial L \over \partial q}\delta q-{\frac {d}{dt}}\left({\partial L \over \partial q'}\right)\delta q\right]dx+\left[{\partial L \over \partial q'}\delta q\right]_{a}^{b}&=0\end{aligned}}}
Pga. lign. 2 gælder:
{\displaystyle \left[{\partial L \over \partial q'}\delta q\right]_{a}^{b}=0}
Derfor:
{\displaystyle {\begin{aligned}\int _{a}^{b}\left[{\partial L \over \partial q}\delta q-{\frac {d}{dt}}\left({\partial L \over \partial q'}\right)\delta q\right]dx&=0\\\int _{a}^{b}\left[{\partial L \over \partial q}-{\frac {d}{dt}}\left({\partial L \over \partial q'}\right)\right]\left(\delta q\right)dx&=0\end{aligned}}}
Integralet består nu af to faktorer. Siden integralet altid skal være nul, og det skal gælde for alle variationer af {\displaystyle q}, må den første faktor være nul:

| {\displaystyle {\partial L \over \partial q}-{\frac {d}{dt}}\left({\partial L \over \partial q'}\right)=0} | \| \| \| \| \| \| \| \| | (3) |
| |                         |     |
| |                         |     |
Dermed er Euler-Lagrange-ligningen udledt.

## Endimensionelt eksempel
Et bestemt mekanisk system beskrevet ved én koordinat {\displaystyle x} og med potentialet {\displaystyle V} har Lagrangefunktionen:
{\displaystyle L(x,{\dot {x}})=T({\dot {x}})-V(x)={\frac {1}{2}}m{\dot {x}}^{2}-V(x)}
Dvs. at den kinetiske energi er givet som for en klassisk punktmasse med massen {\displaystyle m} og hastigheden:
{\displaystyle {\dot {x}}{\overset {\underset {\mathrm {def} }{}}{=}}{\operatorname {d} x \over \operatorname {d} \!t}},
mens den potentielle energi afhænger af positionen (den potentielle energi ville fx i et homogent tyngdefelt være givet på formen:
{\displaystyle V(x)=mgx}
Systemet vil udvikle sig således at virkningen {\displaystyle I} stationeres,
{\displaystyle I=\int Ldt}
Systemets dynamik er derfor beskrevet ved Euler-Lagrange-ligningen:
{\displaystyle {\frac {d}{dt}}\left({\frac {\partial L}{\partial {\dot {x}}}}\right)-{\frac {\partial L}{\partial x}}=0}
{\displaystyle \Downarrow }
{\displaystyle {\frac {d}{dt}}\left({\frac {\partial \left({\frac {1}{2}}m{\dot {x}}^{2}-V(x)\right)}{\partial {\dot {x}}}}\right)-{\frac {\partial \left({\frac {1}{2}}m{\dot {x}}^{2}-V(x)\right)}{\partial x}}=0}
{\displaystyle \Downarrow }
{\displaystyle {\frac {d}{dt}}\left(m{\dot {x}}\right)+{\frac {\partial V(x)}{\partial x}}=0}
{\displaystyle \Downarrow }
{\displaystyle m{\ddot {x}}+{\frac {\partial V(x)}{\partial x}}=0}
{\displaystyle \Downarrow }

| {\displaystyle m{\ddot {x}}=-{\frac {\partial V(x)}{\partial x}}} | \| \| \| \| \| \| \| \| | (4) |
|                                                                   |                         |     |
|                                                                   |                         |     |
Eftersom den dobbelte tidsafledte mht. positionen er accelerationen og den positionsafledte mht. det negative potentiale svarer til kraftkomposanten i {\displaystyle x}-retningen, svarer 4 til Newtons anden lov.
{\displaystyle F=m{\ddot {x}}}